# Barro Preto
Barro Preto là một đô thị thuộc bang Bahia, Brasil. Đô thị này có diện tích 120,57 km², dân số năm 2007 là 6762 người, mật độ 56,08 người/km².